# Wilhelm Lahm
Wilhelm Lahm (* 19. März 1889 in Laubach; † 9. Februar 1975) war ein deutscher Radiologe, Gynäkologe und Klinikleiter in Chemnitz.

## Leben
Nach dem Medizinstudium promovierte Lahm 1913 an der Universität Heidelberg. 1931 wurde er Chefarzt des Röntgeninstitutes des Krankenkassenverbandes Chemnitz. Unter seiner Leitung wurde das ausgebombte Gebäude 1947 wiederaufgebaut. Das Röntgeninstitut wurde nach skandinavischem Vorbild zu einer Geschwulstklinik mit 80 Betten sowie einer chirurgischen Fachabteilung und einem Speziallaboratorium für Zytodiagnostik ausgebaut. In den Jahren 1954 bis 1958 erfolgte der Einbau moderner Röntgenanlagen, darunter zwei Tiefentherapiegeräte TuR T 200 sowie ein Oberflächentherapiegerät Müller RT 100. Neu in der Medizintechnik der Röntgendiagnostik waren die Geräte TuR D 1000 sowie ein TuR D 700 mit einem Universalschichtgerät DG 101. 1959 ging Lahm in den Ruhestand und zog nach Braunschweig.

## Ehrungen
Die DDR ehrte Lahm 1959 als Hervorragender Wissenschaftler des Volkes. Die Medizinische Gesellschaft für Radiologie ernannte ihn zum Ehrenmitglied.

## Schriften
- Radium-Tiefentherapie. Das Problem der modernen Radiumbehandlung des Krebses, 1921 (Reprint 2010 und 2015, ISBN 978-1-141-59807-6)
- Die pathologisch-anatomischen Grundlagen der Frauenkrankheiten, Dresden 1923
- Die Röntgenbehandlung der gutartigen Genitalerkrankungen der Frau, 1924
- Abrasio und Probeexzision in der Hand des praktischen Arztes, Dresden 1929